# Maigret et Monsieur Charles
Maigret et Monsieur Charles est un roman policier de Georges Simenon. L'écriture de ce roman s'est déroulée du  5 au 11 février 1972. Il est daté d'Épalinges (canton de Vaud), Suisse, et publié la même année.
C'est le tout dernier roman de la série des Maigret amorcée par l'écrivain belge en 1930 avec Pietr-le-Letton.
Simenon dépeint le drame de la solitude et de l’alcoolisme, à travers un récit où les dialogues sont particulièrement nombreux.
Le roman se déroule à Paris (boulevard Saint-Germain, Champs-Élysées), au début des années 1970, du 21 au 25 mars.

## Résumé
Une grande bourgeoise du faubourg Saint-Germain, Nathalie Sabin-Levesque, vient demander à Maigret de retrouver son mari, un notaire très réputé qui a disparu depuis plus d'un mois. Le commissaire commence une enquête qui va le conduire auprès des domestiques des Sabin-Levesque, du premier clerc de son étude ainsi que des amis juristes et médecins du notaire disparu, sans oublier le milieu des boîtes de nuit chic du quartier des Champs-Élysées que ce notaire fréquentait.
Il mesure alors la profondeur du désaccord qui existait entre les époux. En quinze ans de mariage, les Sabin-Levesque n'ont pratiquement jamais mené la vie d'un couple uni : Nathalie s'est sentie rejetée par l'entourage de son mari et a compris qu'elle comptait très peu dans sa vie ; elle s'est mise à boire et n'a rien fait pour améliorer la situation du ménage. Gérard, quant à lui, a continué sa vie de garçon, hantant le soir ces cabarets où il était connu sous le nom de Monsieur Charles, choisissant parfois une entraîneuse avec laquelle il partait vivre quelques jours. Jamais pourtant ses « fugues » n'ont duré aussi longtemps que cette fois.  
Maigret se rend compte, par ailleurs, que les sympathies vont à Monsieur Charles qui s'est toujours montré gai et affable, tandis que Nathalie n'est appréciée que par sa femme de chambre. 
Le commissaire se demande pourquoi ces deux êtres se sont un jour épousés. Il découvre qu'avant son mariage, Nathalie n'était nullement secrétaire comme elle le lui a dit, mais bien entraîneuse dans un bar. C'est là que Gérard l'avait rencontrée ; il en était vraiment amoureux, tandis qu'elle pensait plutôt à sa fortune et à son nom. 
Deux jours après le début de son enquête, le corps de Gérard est retrouvé dans la Seine, le crâne défoncé. Les soupçons de Maigret se portent vers sa femme qui boit de plus en plus et dont la santé physique et psychique se détériore, mais qui parvient pourtant à sortir de son appartement sans être repérée. 
Après la découverte dans « un coin désert de Puteaux » d'une DS noire abandonnée, dont « on en avait volé les phares et les pneus » (sic), et qui s'avère avoir transporté le cadavre du notaire, un second crime va précipiter le dénouement : l'ex-barman Jo Fazio est assassiné de cinq balles de revolver. Maigret comprend immédiatement le lien avec l'affaire du notaire. Fazio était entretenu par une femme qui s'avère être Nathalie : pour elle, il était la « dernière chance » ; elle aimait vraiment Fazio, mais celui-ci lui ayant demandé une forte somme pour disparaître, donc pour la  quitter, elle l'a abattu. Se voyant découverte, Nathalie avoue au commissaire que c'était Fazio qui, avec sa complicité, a tué son mari.

## Personnages
- Nathalie Sabin-Levesque, née Frassier. Sans profession. Mariée, pas d’enfants. Environ 45 ans.
- Gérard Sabin-Levesque, alias Monsieur Charles, mari de Nathalie, notaire de 48 ans, la victime.
- Jo Fazio, amant de Nathalie, ex-souteneur, ex-barman, la trentaine, seconde victime.

## Éditions
- Prépublication en feuilleton dans le quotidien Le Figaro, n° 8651-8668, du 10 au 28/29 juillet 1972, avec des illustrations de Piem
- Édition originale : Presses de la Cité, 1972
- Livre de poche, n° 14211, 1997  (ISBN 978-2-253-14211-9)
- Tout Simenon, tome 15, Omnibus, 2003  (ISBN 978-2-258-06056-2)
- Tout Maigret, tome 9, Omnibus,  2019  (ISBN 978-2-258-15050-8)

## Adaptation

### Télévision
- Maigret et Monsieur Charles, téléfilm français de Jean-Paul Sassy avec Jean Richard, diffusé en 1977.
- Sous le titre Keishi to saigo no jiken, téléfilm japonais de Inoue Akira, avec Kinya Aikawa (Commissaire Maigret), diffusé en 1978.

## Source
- Maurice Piron, Michel Lemoine, L'Univers de Simenon, guide des romans et nouvelles (1931-1972) de Georges Simenon, Presses de la Cité, 1983, p. 404-405  (ISBN 978-2-258-01152-6)